# Alfaro huberi
Alfaro huberi es un pez de agua dulce de la familia de los pecílidos en el orden de los ciprinodontiformes.

## Morfología
Los machos pueden alcanzar los 5 cm de longitud total y las hembras los 7 cm.

## Distribución geográfica
Se encuentran en Centroamérica: sur de Guatemala, Honduras y Nicaragua.